# Kępa Kalnicka
Kępa Kalnicka (niem. Wilhelmsthal) – osada w Polsce, położona w województwie warmińsko-mazurskim, w powiecie ostródzkim, w gminie Morąg.
W latach 1975–1998 miejscowość należała administracyjnie do województwa olsztyńskiego. Miejscowość leży w historycznym regionie Prus Górnych.
W dokumentach z 1700 r., miejscowość jest wzmiankowana jako wieś szkatułowa na 6 włókach. Pierwotna nazwa miejscowości – Wilmsthal. W 1782 r. w miejscowości odnotowano 6 domów (dymów), natomiast w 1858 r. w 11 gospodarstwach domowych było 86 mieszkańców. W latach 1937–1939 miejscowość miała 73 mieszkańców.
W 1973 r. miejscowość należała do powiatu morąskiego, gmina Morąg, poczta Łączno.